# Ogovia aliena
Ogovia aliena là một loài bướm đêm trong họ Noctuidae.